# Путовање (кратки филм из 1982)
Путовање је југословенски кратки филм из 1982. године. Режирала га је Светлана Поповић која је написала и сценарио.

## Улоге
| Глумац             | Улога |
| ------------------ | ----- |
| Петар Краљ         |       |
| Татјана Лукјанова  |       |
| Александра Николић |       |
| Бранка Петрић      |       |